# Fedórkovo
Fedórkovo (en rus: Федорково) és un poble de l'óblast de Vladímir, a Rússia, segons el cens del 2012 tenia 7 habitants. Pertany al districte municipal de Múrom.